# Фабіо Александер Фрейтас Де Алмейда
Фабіо Александер Фрейтас Де Алмейда або просто Фабіньо (порт.-браз. Fabio Alexande Freitas de Almeidar / Fabinho, нар. 7 липня 1996) — бразильський футболіст, півзахисник клубу «Прімавера» (Сан-Паулу).

## Життєпис

### Бразилія та Португалія
Вихованець футболу міста Ріо-де-Жанейро, перший тренер — Леандро. У дитячих футбольних змаганнях виступав за клуби «Ітаборіа Профут» (Ріо-де-Жанейро) та «Греміо Баруері» (Сан-Паулу). Потім виїхав до Португалії. На юнацькому рівні до грудня 2014 року захищав «Сакавененші», а з січня по червень 2017 року — «Торреенсі».
Дорослу футбольну кар'єру розпочав у сезоні 2015/16 років у нижчоліговому португальському клубі «Піньяволенсі». Наступний сезон відіграв в іншому португальському клубі, «Орієнтал Драгон» (Алмада). У 2017 році повернувся до Бразилії, де уклав контракт з «Васко да Гама». Через величезну конкуренцію в команді не зіграв жодного поєдинку в Серії A. У 2018 році виступав в одному з нижчих дивізіонів Ліги Каріока за «Терезополіс».

### «Металіст 1925»
У лютому 2019 року прибув на перегляд до «Металіста 1925», а в середині березня того ж року підписав контракт з харківським клубом. Дебютував у футболці «жовто-синіх» 23 березня 2019 року в програному (1:2) домашньому матчі 19-го туру Першої ліги проти «Дніпра-1». Фабіньо вийшов на поле на 70-й хвилині, замінивши Олега Синицю. У складі «Металіста 1925» за другу частину сезону 2018/19 зіграв у 2-х матчах (в обох випадках виходив на поле з лави для запасних).

### «Олімпік» (Донецьк)
Наприкінці липня 2019 року перейшов з «Металіста 1925» до донецького «Олімпіка», підписавши трирічний контракт та отримавши 70-й ігровий номер. Дебютував у футболці донецького клубу 31 липня 2019 року в програному (2:0) виїзному поєдинку 1-го туру Прем'єр-ліги проти дніпропетровського «Дніпра-1». Фабіньо вийшов на поле в стартовому складі та відіграв увесь матч. Усього за першу половину сезону 2019/20 зіграв 13 матчів у Прем'єр-лізі та один — у Кубку України. В січні 2020 року припинив співпрацю з донецьким клубом.

### «Вентспілс»
2 лютого 2020 року підписав трирічний контракт з клубом вищого дивізіону чемпіонату Латвії «Вентспілс». 17 травня 2021 року покинув латвійський клуб. 

### Повернення до «Металіста 1925»
9 липня 2021 року, напередодні дебюту «Металіста 1925» в Прем'єр-лізі, уклав контракт з харківським клубом.
Через повномасштабне російське вторгнення в Україну дію контракту футболіста з «Металістом 1925» було призупинено, і Фабіньо 4 квітня 2022 року на правах оренди до кінця сезону 2021/22 перейшов до клубу бразильської Серії B «Понте-Прета».